# 宋插伯
宋插伯，廣東嘉應州人，蘭芳共和國第五任總長。

## 生平
1814年，宋插伯繼位蘭芳公司大總制。1816年，荷蘭軍隊進入坤甸，在河口建立堡壘。1819年，荷蘭軍隊向坤甸内陸擴張，荷蘭特使納胡易斯造訪東萬律，宋插伯率蘭芳軍民襲擊坤甸的荷軍堡壘。1821年，宋插伯逝世。另有一説是1823年下葬。